# Johann Philipp Gabler
Pour les articles homonymes, voir Gabler.
Johann Philipp Gabler (4 juin 1753 - 17 février 1826) est un théologien chrétien protestant allemand de l'école de Johann Jakob Griesbach et Johann Gottfried Eichhorn.

## Biographie
Gabler est né à Francfort-sur-le-Main. En 1772, il entre à l'Université d'Iéna comme étudiant en théologie. En 1776, il est sur le point d'abandonner la théologie lorsque l'arrivée de Griesbach lui inspire un nouvel enthousiasme pour le sujet. Après avoir été successivement répétiteur à l'Université de Göttingen et professeur dans les écoles publiques de Dortmund (Westphalie) et d'Altdorf (Bavière), il est nommé deuxième professeur de théologie à l'Université d'Altdorf en 1785, puis promu à la chaire à Iena en 1804, où il succède à Griesbach en 1812 et reste jusqu'à sa mort.
A Altdorf, Gabler publie (1791–1793) une nouvelle édition, avec introduction et notes, de l'Urgeschichte d'Eichhorn. Cela est suivi, deux ans plus tard, par un supplément intitulé Neuer Versuch uber die mosaische Schopfungsgeschichte. Il écrit également de nombreux essais caractérisés par une perspicacité critique et qui ont une influence considérable sur le cours de la pensée allemande dans diverses questions de théologie et d' études bibliques.
De 1798 à 1800, il est rédacteur en chef du Neuestes theologisches Journal, d'abord conjointement avec HKA Hänlein (1762–1829), Christoph Friedrich von Ammon et Heinrich Eberhard Gottlob Paulus, puis comme éditeur unique; de 1801 à 1804 du Journal für theologische Litteratur ; et de 1805 à 1811 du Journal für auserlesene theologische Litteratur. Certains de ses essais sont publiés par ses fils (2 vol., 1831); et un mémoire paru en 1827 par W. Schröter.
Gabler est largement considéré comme le père de la théologie biblique moderne en raison de son discours inaugural de 1787 à l'Université d'Altdorf: Sur la distinction correcte entre la théologie dogmatique et biblique et la bonne définition de leurs objectifs. Gabler fait une nette distinction entre la théologie biblique et dogmatique. Pour lui, la théologie biblique est simplement une enquête historique sur les croyances des auteurs bibliques telles qu'elles figurent dans le texte. Elle est purement descriptive et non influencée par les points de vue des penseurs modernes. D'autre part, la théologie dogmatique est une construction systématisée, construite sur les fondations de la théologie biblique et contextualisée - appliquée au contexte ou à l'époque dans laquelle elle doit être proclamée.